# Andrea Kaifie-Pechmann
Andrea Kaifie-Pechmann ist eine deutsche Ärztin und Hochschulprofessorin auf dem Gebiet der Arbeitsmedizin.

## Werdegang
Andrea Kaifie-Pechmann studierte Medizin an der Universität Rostock und der Universität Heidelberg/Mannheim. Sie begann ihre berufliche Laufbahn 2007 an der Uniklinik RWTH Aachen. Seit März 2014 ist sie Fachärztin für Allgemeinmedizin. Im August 2015 erwarb sie ihren Master of Science in Public Health mit Schwerpunkt Epidemiologie und Prävention an der Heinrich-Heine-Universität Düsseldorf. Im März 2021 erhielt sie die Facharztanerkennung für Arbeitsmedizin und habilitierte im Fach Arbeits-, Sozial- und Umweltmedizin an der Uniklinik RWTH Aachen. Kaifie-Pechmann war zuvor stellvertretende Institutsleiterin des Instituts für Arbeits-, Sozial- und Umweltmedizin an der RWTH Aachen. Sie hat sich dort schwerpunktmäßig mit formellem und informellem Elektroschrottrecycling und den gesundheitlichen Auswirkungen beschäftigt. Seit 2023 ist sie Professorin, Lehrstuhlinhaberin und Institutsdirektorin des Instituts und der Poliklinik für Arbeits-, Sozial- und Umweltmedizin sowie Leiterin der betriebsärztlichen Dienststelle der Friedrich-Alexander-Universität Erlangen-Nürnberg.

## Mitgliedschaften
Andrea Kaifie-Pechmann ist Vorstandsmitglied der Deutschen Gesellschaft für Arbeitsmedizin und Umweltmedizin e. V. sowie des Aktionsbündnisses Arbeitsmedizin.
Im Februar 2024 berief Bundesgesundheitsminister Karl Lauterbach Andrea Kaifie-Pechmann zum Mitglied der Ständigen Impfkommission (STIKO), deren Mitglied sie seit März 2024 ist.
Die International Commission on Occupational Health (ICOH) hat sie zudem im März 2025 zur National Secretary Germany benannt.